# 53-й меридіан східної довготи
53-й меридіан східної довготи — лінія довготи, що лежить на 53 градусів східніше Гринвіцького меридіана. Вона проходить від Північного полюса через Північний Льодовитий океан, Європу, Азію, Індійський океан, Південний океан та Антарктиду до Південного полюса.
53-й меридіан східної довготи формує велике коло разом із 127-мим меридіаном західної довготи.

## Список географічних об'єктів, що перетинає 53° сх. д.
Починаючи на Північному полюсі та рухаючись до Південного полюса, 53-й меридіан східної довготи проходить через:
| Координати                                                 | Країна, територія або море | Примітки                                                                  |
| ---------------------------------------------------------- | -------------------------- | ------------------------------------------------------------------------- |
| 90°0′ пн. ш. 53°0′ сх. д. / 90.000° пн. ш. 53.000° сх. д.  | Північний Льодовитий океан |                                                                           |
| 80°23′ пн. ш. 53°0′ сх. д. / 80.383° пн. ш. 53.000° сх. д. | Росія                      | Земля Франца-Йосифа — проходить через острів Гукера                       |
| 80°8′ пн. ш. 53°0′ сх. д. / 80.133° пн. ш. 53.000° сх. д.  | Баренцове море             |                                                                           |
| 72°53′ пн. ш. 53°0′ сх. д. / 72.883° пн. ш. 53.000° сх. д. | Росія                      | Нова Земля — проходить через Південний острів та острів Міжшарський       |
| 71°0′ пн. ш. 53°0′ сх. д. / 71.000° пн. ш. 53.000° сх. д.  | Баренцове море             | Печорське море                                                            |
| 68°47′ пн. ш. 53°0′ сх. д. / 68.783° пн. ш. 53.000° сх. д. | Росія                      |                                                                           |
| 51°29′ пн. ш. 53°0′ сх. д. / 51.483° пн. ш. 53.000° сх. д. | Казахстан                  |                                                                           |
| 42°7′ пн. ш. 53°0′ сх. д. / 42.117° пн. ш. 53.000° сх. д.  | Туркменістан               | Проходить через озеро Кара-Богаз-Гол Проходить східніше Туркменбаші       |
| 40°0′ пн. ш. 53°0′ сх. д. / 40.000° пн. ш. 53.000° сх. д.  | Каспійське море            | Затока Туркменбаши                                                        |
| 39°49′ пн. ш. 53°0′ сх. д. / 39.817° пн. ш. 53.000° сх. д. | Туркменістан               |                                                                           |
| 39°47′ пн. ш. 53°0′ сх. д. / 39.783° пн. ш. 53.000° сх. д. | Каспійське море            | Проходить західніше острова Огурджали, Туркменістан                       |
| 36°47′ пн. ш. 53°0′ сх. д. / 36.783° пн. ш. 53.000° сх. д. | Іран                       |                                                                           |
| 27°7′ пн. ш. 53°0′ сх. д. / 27.117° пн. ш. 53.000° сх. д.  | Перська затока             |                                                                           |
| 24°8′ пн. ш. 53°0′ сх. д. / 24.133° пн. ш. 53.000° сх. д.  | ОАЕ                        | Абу-Дабі                                                                  |
| 22°53′ пн. ш. 53°0′ сх. д. / 22.883° пн. ш. 53.000° сх. д. | Саудівська Аравія          |                                                                           |
| 19°20′ пн. ш. 53°0′ сх. д. / 19.333° пн. ш. 53.000° сх. д. | Оман                       |                                                                           |
| 16°53′ пн. ш. 53°0′ сх. д. / 16.883° пн. ш. 53.000° сх. д. | Ємен                       |                                                                           |
| 16°37′ пн. ш. 53°0′ сх. д. / 16.617° пн. ш. 53.000° сх. д. | Індійський океан           | Аденська затока                                                           |
| 12°10′ пн. ш. 53°0′ сх. д. / 12.167° пн. ш. 53.000° сх. д. | Ємен                       | Проходить через острів Самха                                              |
| 12°9′ пн. ш. 53°0′ сх. д. / 12.150° пн. ш. 53.000° сх. д.  | Індійський океан           | Проходить через Амірантські острови, Сейшельські Острови                  |
| 60°0′ пд. ш. 53°0′ сх. д. / 60.000° пд. ш. 53.000° сх. д.  | Південний океан            |                                                                           |
| 65°56′ пд. ш. 53°0′ сх. д. / 65.933° пд. ш. 53.000° сх. д. | Антарктида                 | Проходить через Австралійську антарктичну територію (претендує Австралія) |